# 阿龙·米勒
阿龙·米勒（英語：Aaron Miller，1971年8月11日—），美国男子冰球运动员，场上位置是后卫。他曾代表美国国家队参加2002年冬季奥林匹克运动会冰球比赛，获得一枚银牌。